# Lee Blair
Lee L. Blair (* 10. Oktober 1903 in Savannah (Georgia); † 15. Oktober 1966 in New York City) war ein  US-amerikanischer Jazzgitarrist und Banjospieler.
Blair war Autodidakt auf dem Banjo, abgesehen von einigen Lektionen bei Mike Pingitore, dem Banjospieler bei Paul Whiteman. Er spielte dann von 1925 bis 1928 in Tanzschulen bei Charlie Skeete und Bill Benford, anschließend bis 1930 bei Jelly Roll Morton, mit dem auch Plattenaufnahmen entstanden. 1930/31 arbeitete er bei Billy Kato, anschließend im  Orchester von Luis Russell (1934–35) im Connie’s Inn und mit dem gleichen Orchester unter der Leitung von Louis Armstrong (1935–40).
In den 1940ern war er lediglich als freiberuflicher Teilzeit-Musiker beschäftigt; ab Mitte der 1950er Jahre spielte er in Wilbur De Paris’ New Orleans Jazz Band; 1957 ging er auf eine Afrika-Tournee. In den 1960 gingen seine Musikeraktivitäten zurück und wurde Geflügelzüchter auf einer Farm im Upstate New York. In den 1960 trat er gelegentlich in New York auf; so 1964 noch beim World’s Fair mit Danny Barker und Eddie Gibbs auf. Im Laufe seiner Karriere nahm er nicht unter eigenem Namen auf, wirkte aber an Einspielungen von Jelly Roll Morton, Louis Russell, Louis Armstrong und Wilbur De Paris mit; außerdem bei Aufnahmen von Dick Cary, Pee Wee Erwin und Leonard Gaskin.

## Lexikalischer Eintrag
- Leonard Feather, Ira Gitler: The Biographical Encyclopedia of Jazz. Oxford University Press, New York 1999, ISBN 0-19-532000-X.

| Personendaten    | Personendaten                                    |
| ---------------- | ------------------------------------------------ |
| NAME             | Blair, Lee                                       |
| ALTERNATIVNAMEN  | Blair, Lee L.                                    |
| KURZBESCHREIBUNG | US-amerikanischer Jazzgitarrist und Banjospieler |
| GEBURTSDATUM     | 10. Oktober 1903                                 |
| GEBURTSORT       | Savannah (Georgia)                               |
| STERBEDATUM      | 15. Oktober 1966                                 |
| STERBEORT        | New York City                                    |